# 叶韻
叶韻（きょういん）は、詩経などの古い詩を読む時の用語。韻の音が近いために韻が叶うという意味と、韻を叶えて読みを全く変えるという意味とがあり、特に後者を明の陳第が否定する研究結果を『毛詩古音考』に出した。「古詩無叶音」「古本音」と云われるのがそれである。